# پورت آنجلس ایست (واشینگتن)
پورت آنجلس ایست (به انگلیسی: Port Angeles East) یک منطقهٔ مسکونی در ایالات متحده آمریکا است که در شهرستان کلالام، واشینگتن واقع شده‌است. پورت آنجلس ایست ۱۲٫۰ کیلومتر مربع مساحت و ۳٬۰۳۶ نفر جمعیت دارد و ۷۶٫۲ متر بالاتر از سطح دریا واقع شده‌است.